# アラバマ族

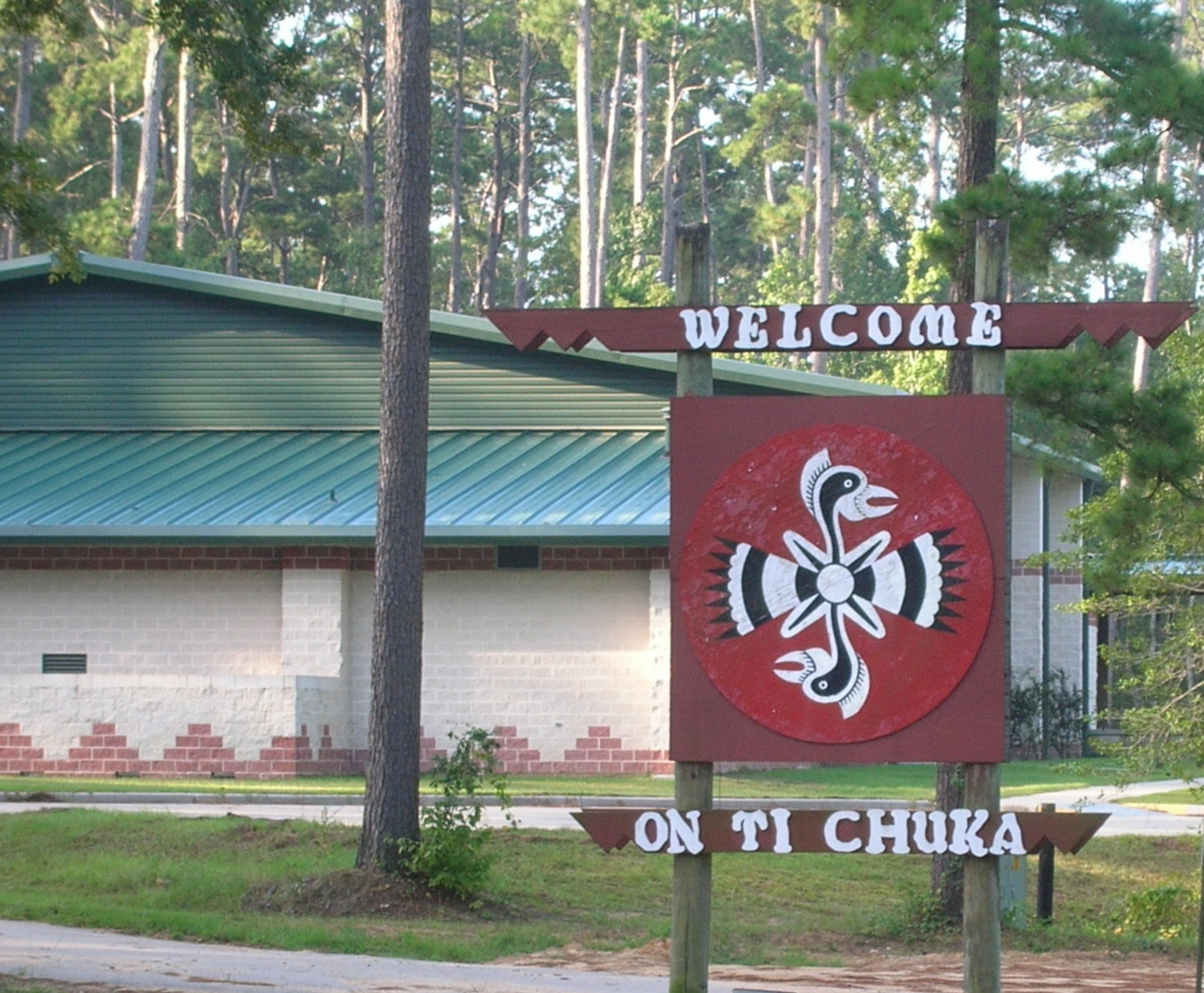

アラバマ族（アラバマぞく Alabama）、またはアリバム（Alibamu アラバマ語：Albaamaha）は、アメリカ南東部のインディアン部族。

## 1540年以前の歴史
アラバマ語は、アラバマ族と文化を共有していたクリーク族（ムスコギー族）とチョクトー族の言語でもあるマスコギ語族のひとつ。彼らはクリーク連合のメンバーである。アラバマ族の本土はアラバマ川上流にある。

## 1540年以降の歴史
1540年、エルナンド・デ・ソトはヨーロッパ人で初めてアラバマ族と遭遇した。18世紀、フランス人がメキシコ湾岸に到着し、アラバマ族のエリアに砦を建てた。友好的な関係であったにもかかわらず、部族は入植者の食べ残しを捨てたり、衣服のすべてを洗ったりする習慣を続けた。アラバマ族の大部分は、コウシャッタ族の一部と共にミシシッピ川西岸(現在のルイジアナ州)へ移動し、最終的にテキサス州へと移った。その他はクリーク族に加わってクリーク戦争を戦い、1830年代にインディアン準州に移住させられた。

## 現在のアラバマ族

### テキサス
テキサスに移住したアラバマ族はテキサス独立を支援した。それに感謝の意を込めて、サム・ヒューストンは、彼らの既存の土地が入植者に占拠されていた時、テキサスの購入した土地を部族に薦めた。彼らはコウシャッタ族と合併し、現在のテキサス州アラバマ=コウシャッタ部族(Alabama-Coushatta Tribes of Texas)になり、1987年、連邦政府によって正式に自治権を認められた。現在の部族の土地はテキサス州ポーク郡(Polk County)東部で、アラバマ-コウシャッタ・インディアン保留地の陸地面積は18.484 km² (7.137 sq mi) である。2000年の国勢調査では、保留地（Reservation）の居住人口は480名である。

### オクラホマ
1936年に、オクラホマ州オクマルギー郡(Okmulgee County)に、アラバマ・クアッサーテ・トライバル・タウン(Alabama Quassarte Tribal Town)が創設された。そこに住むアラバマ族の末裔たちは、マスコギ・クリーク・ネーションとも繋がっている。